# Mijn gedacht!
Mijn gedacht! is het tweede album van stripreeks F.C. De Kampioenen, getekend door Hec Leemans. De titel van het album is afkomstig van de uitspraak van Balthasar Boma in de televisieserie. De strip is uitgegeven in 1998 door Standaard Uitgeverij.

## Het verhaal
Teddy en Eddy Ryssackski komen Boma, DDT en Carmen & Xavier een voorstel doen: zij zijn vluchtelingen uit de Balkan en hebben hun geld daar achtergelaten. Dat wordt binnenkort toegestuurd via een diplomaat, maar zij vragen aan alle drie of ze hun geld bij de bank willen gaan deponeren. In ruil krijgen ze als beloning 10% van het bedrag: dat is 500.000 dollar.
Ze gaan alle drie akkoord, maar later blijkt er een rode kleurstof op het geld te zitten. Het kan alleen met een speciaal wasmiddel van 800.000 frank worden schoongemaakt. Ze schieten het allemaal voor, maar ze hebben allemaal geen weet dat Teddy en Eddy oplichters zijn.
Wanneer Bieke, Mark, Pol en Doortje naar de woonboot stappen om te achterhalen wat Boma, Pascale, DDT, Carmen en Xavier uitvoeren, worden ze betrapt en gevangengenomen. Mark kan met zijn gsm om hulp bellen. Net wanneer de gangsters op het punt staan om met het geld te vluchten en de hele bende overboord te gooien, vaart de rivierpolitie ze gelukkig klem.

## Hoofdpersonages
- Balthasar Boma
- Bieke Crucke
- Pascale De Backer
- Dimitri De Tremmerie
- Pol De Tremmerie
- Doortje Van Hoeck
- Marc Vertongen
- Carmen Waterslaeghers
- Xavier Waterslaeghers

## Gastpersonages en figuranten
- Teddy Ryssackski
- Eddy Ryssackski
- Jean-Pol
- portier Comme Chez Jean-Pol
- portier bank
- bankbediende
- klanten in de bank
- presentator en technicus Radio Hallo
- politieagent

Zal 't gaan, ja? · Mijn gedacht! · Buziness is buziness · Vliegende dagschotels · 't Is niet waar, hé? · De dubbele dino's · Kampioen zijn is plezant! · Kampioenen op verplaatsing · Tournee Zénérale · De ontsnapping van Sinterklaas · Xavier in de puree · Het sehks-schandaal · De kampioenen maken een film · Oma Boma · De huilende hooligan · Bij Sjoeke en Sjoeke · Het geval Pascale · De simpele duif · Supermarkske · Supermarkske slaat terug · Kampioenen aan zee · Boma in de coma · De dader heeft het gedaan · De wereldkampioenen · Sergeant Carmen · Het spiedende oog · Vertongen en zoon · Man, man, man! · Stem voor mij! · Gebakken lucht · Kampioenen op wielen · De zeep-serie · Kampioenen in Afrika · Supermarkske op de bres · Agent Vertongen · De trouwpartij · Kampioenen op latten · Buffalo Boma · De vliegende reporter · De groene zwaan · Xavier gaat vreemd · De lastige kampioentjes · Boma in de wellness · De antieke antiquair · Alle hens aan dek  · Supermarkske op het slechte pad  · De schat van de Macboma's · De Jobhopper · De Kampioenen in het circus · 50 Kaarsjes... · Baby Vertongen · De nies van de neus · Don Padre Padrone · De rally van tante Eulalie · Paulientje op de dool · Miss Moeial · Carmen in het nieuw · Het geheim van de kampioentjes · De Afronaut · De erfenis van Maurice · De Kampioenen maken ambras · Oma Boma trainer · DDT doet weer mee · 20 jaar later · De Kampioenen in Pampanero · Kampioentjes verliefd · Supermarkske is weer fit · De pil van Pol · Vertongen Vampier · Fernand gaat trouwen · De verdwenen kampioenen · Xaverius De Grote · Komen vreten · Dolle Door · Hello poepa · De vinnige voetballer · Vijftig tinten paarsblauw · Dokter Jekyll en mister Vertongen · De kampioenen van de filmset · De Kampioentjes en het spookkasteel · De Kampioenen in Rio · Boma op de klippen · Op zoek naar Neroke · Supermarkske bakt ze bruin · De Corsicaanse connectie · De lotto-kampioen · DDT op het witte doek · De geniale djinn · Paniek in de Pussycat · De kampioentjes maken het bont · De malle mascotte · De pakjesoorlog · Supermarkske is weer proper · De tandartsassistente · Maurice de zwijger · Pol en Doortje gaan scheiden · Allemaal cinema! · Boma burgemeester · De nieuwe kolonel · Alles loopt in het honderd · De bucketlist van Xavier · Bibi Carmen · De kampioentjes en de kroonprins · Vrouwen aan de macht · Patatten en saucissen · De bronzen beker · Supermarkske en de 7 dwergen · De Kampioenen trappen door · De grimas van een paljas · De verjaardagstaart · Kampioenen aan het front · Boma in de val · Terug naar Splotsj · Ginette · Gespuis in huis · De knecht van tante Eulalie · De bal is rond · De strijd der titanen